# アル・レオン
アルバート・レオン（英: Albert Leong、1952年9月30日 - ）は、アメリカ合衆国の映画俳優、スタントマンである。
別名義である「Al "Ka Bong" Leong」を使っているときもある。武術（北方少林拳、テコンドー、カリ、柔術など）の心得があり、禿げ上がった額、波打った長髪、目立つフーマンチュー風の口髭が特徴的な人物。『リーサル・ウェポン』や『ダイ・ハード』といった多くの人気アクション映画で、悪党の手下として小さいながらも記憶に残る役を数多く演じてきた。また、『ビルとテッドの大冒険』のチンギス・カン役でも有名である。
有名映画以外にも、B級映画やTVドラマと活躍の場は広い。また、スタントマンとしても活躍しており、鍛えられた体を使って格闘アクションシーンを演じることも多い。そういった場面では空中での回し蹴りを多用する。
ジョン・カーペンター監督の『ゴースト・ハンターズ』や『ゼイリブ』に出演したが、こうした出演により、カルト的な人気を集めている。
台詞が無い、登場時間は数十秒ですぐ殺されるという役が多いが、数多い出演作、その印象的な容姿で映画ファンにはおなじみのキャラクター。カルトな人気があり、樋口真嗣も彼のファンであると公言している。

## 生い立ち
アルバートはミズーリ州セントルイスで生まれた。中国系アメリカ人の両親のもとに生まれた3人の子どもの末っ子で、両親が経営する洗濯店の裏で育った。1962年、彼が10歳のとき、家族はカリフォルニア州ロサンゼルスに引っ越し、アルバートはハリウッド・ハイスクールに通った。

## 私生活
1993年に脳腫瘍を患い、2005年には脳梗塞を発症した。

## キャリア
『リーサル・ウェポン』や『ダイ・ハード』、『バニシング・レッド』、『ゴースト・ハンターズ』、『スコーピオン・キング』、『ゼイリブ』などの作品に主に悪役のアジア人として出演し、TVドラマ『24 -TWENTY FOUR-』の第1シーズンでは複数話に出演していた。また、コメディ映画『ビルとテッドの大冒険』では、チンギス・カンを演じた。2003年、脚本家デヴィッド・キャラハムの『ライターズ・リール』に出演した。この5分間のショートフィルムの中で、作家としての典型的な一日を過ごすキャラハムを演じることで、ハリウッドの伝統的な俳優や監督の「リール」をも風刺した。この「リール」は、多くの短編映画祭に出品された。
その他、『ゴールデン・チャイルド』や『ラスト・アクション・ヒーロー』、ローランド・エメリッヒ監督の『GODZILLA』、ティム・バートン監督の『PLANET OF THE APES/猿の惑星』、『デアデビル』など数多くの映画に、スタントマンとして携わった。また、映画以外にも『ナイトライダー』や『私立探偵マグナム』、『トワイライト・ゾーン』、『パトカーアダム30』、『冒険野郎マクガイバー』、『ザット'70sショー』、HBOの『デッドウッド 〜銃とSEXとワイルドタウン』などのテレビドラマにも出演している。低予算映画『Daddy Tell Me a Story...』では、脚本と監督を担当した。
近年ではスタントマンの経験を生かしてアクションシーンの指導も行っている。

## フィルモグラフィ
※スタントマンとしてクレジットされているが顔が確認できる作品も含む。
| 年   | 邦題 原題                                                | 役柄                                 | 解説                                     | 備考                        |
| ---- | -------------------------------------------------------- | ------------------------------------ | ---------------------------------------- | --------------------------- |
| 1983 | トワイライトゾーン/超次元の体験 Twilight Zone: The Movie | ベトナムの村人                       |                                          | (Segment #1)                |
| 1983 | Off the Wall                                             | Mount Joy Cheerleader                |                                          |                             |
| 1984 | アメリカ万才 Protocol                                    | 料理人                               |                                          |                             |
| 1985 | マイ・サイエンス・プロジェクト My Science Project        | ベトコン兵                           |                                          | クレジットなし              |
| 1986 | ジョン・カサベテスのビッグ・トラブル Big Trouble         | 中国人労働者 #2                      |                                          |                             |
| 1986 | ゴースト・ハンターズ Big Trouble in Little China         | ウィン・コンの手斧の男               |                                          |                             |
| 1986 | シカゴ・コネクション/夢みて走れ Running Scared           | 悪党のひとり                         |                                          | クレジットなし              |
| 1987 | リーサル・ウェポン Lethal Weapon                         | エンドー                             | 麻薬組織の拷問係                         |                             |
| 1987 | ランボー者 Steele Justice                                | Long Hair                            |                                          |                             |
| 1988 | 結婚の条件 She's Having a Baby                           | The Photographer                     |                                          |                             |
| 1988 | アクション・ジャクソン/大都会最前線 Action Jackson       | Dellaplane’s Chauffeur               |                                          |                             |
| 1988 | ダイ・ハード Die Hard                                    | ユーリ                               | テロリストのひとり                       |                             |
| 1988 | ゼイリブ They Live                                       | レジスタンスのひとり                 |                                          | クレジットなし              |
| 1989 | ビルとテッドの大冒険 Bill & Ted's Excellent Adventure    | チンギス・カン                       |                                          |                             |
| 1989 | デス・ファイト Cage                                      | ジョー・"タイガージョー"・ローウェル | 地下闘技場のトレーナー                   |                             |
| 1989 | ブラック・レイン Black Rain                              | 佐藤の殺し屋                         | 農民に化けていた                         | クレジットなし              |
| 1989 | ピカソ・トリガー/サベージ・ビーチ Savage Beach           | フー                                 | 旧日本軍の隠し財宝を狙う犯罪組織の男     |                             |
| 1990 | ダーク・エンジェル I Come In Peace                       | 鞄屋の麻薬密売人（Luggage Salesman） |                                          |                             |
| 1990 | 未来警察マッドポリス Aftershock                          | Fighter                              |                                          | クレジットなし              |
| 1990 | ブルージーン・コップ Death Warrant                       | ブルース                             | チェーン使いの囚人                       |                             |
| 1991 | パーフェクト・ウェポン The Perfect Weapon                | Man In Croc-Pit Bar                  |                                          | スタント兼任 クレジットなし |
| 1991 | リトルトウキョー殺人課 Showdown in Little Tokyo          | 凶悪犯                               |                                          | スタント兼任 クレジットなし |
| 1992 | スティール・ジャスティス Steel Justice                   | 警備員 #2                            |                                          |                             |
| 1992 | ラピッド・ファイアー Rapid Fire                          | ミン                                 | 麻薬密売組織の片腕                       |                             |
| 1992 | グラマラス・ハンターズ Hard Hunted                       | レイヴン                             | 小型ヘリコプター乗りの殺し屋             |                             |
| 1993 | バニシング・レッド Joshua Tree                           | 高級車窃盗組織の男 #9                |                                          |                             |
| 1993 | ラスト・アクション・ヒーロー Last Action Hero            | 悪人                                 | アイスクリームが刺さって死ぬ             | クレジットなし              |
| 1993 | ホット・ショット2 Hot Shots! Part Deux                   | Pit-Fighting Fan                     | 格闘場で2階から転落する                  | スタント兼任                |
| 1994 | ビバリーヒルズ・コップ3 Beverly Hills Cop III            | 自動車修理工                         | 映画冒頭で殺される                       | スタント兼任 クレジットなし |
| 1994 | シャドー The Shadow                                      | チベット人運転手                     | 麻薬組織の構成員                         |                             |
| 1994 | Vanishing Son III                                        | Triad Lieutenant #1                  |                                          |                             |
| 1994 | ダブルドラゴン Double Dragon                             | ルイス                               | コガ・シューコーの部下                   | スタント兼任                |
| 1994 | 襲撃 デッドリーターゲット Deadly Target                  | チャイニーズ・マフィア構成員         | VIPルームへの階段の見張りをしている      |                             |
| 1996 | エスケープ・フロム・L.A. Escape from L.A.                | Saigon Shadow Warrior                | ハーシー・ラス・パーマスの部下           | スタント兼任                |
| 1997 | Tuff Luk Klub                                            | Cousin Ming                          |                                          |                             |
| 1998 | リプレイスメント・キラー The Replacement Killers         | Wei's Gunmen                         | 射殺されるチャイニーズ・マフィアのひとり | クレジットなし              |
| 1998 | GODZILLA Godzilla                                        | 日本人漁師                           | 日本漁船の乗組員                         | スタント兼任 クレジットなし |
| 1998 | リーサル・ウェポン4 Lethal Weapon 4                      | ワン・シン・クーの部下               |                                          | クレジットなし              |
| 1998 | Limo                                                     | Hack                                 |                                          |                             |
| 2000 | Daddy Tell Me a Story...                                 | Al Ka Bong                           |                                          | 監督・脚本兼任              |
| 2001 | The Ghost                                                | Wu's Thug #2                         |                                          |                             |
| 2002 | スコーピオン・キング The Scorpion King                   | アジアのトレーニングマスター         |                                          |                             |
| 2003 | デアデビル Daredevil                                     | スタントマンとして出演               | 酒場で瓶を持って襲ってくる男             |                             |
| 2005 | アホリックス リローデッド Confessions of an Action Star  | 邪悪な医者                           |                                          |                             |
| 2005 | レッド・ブレイド Forbidden Warrior                       | Yang Sze                             |                                          |                             |
| 2005 | ホステージ Hostage                                       | スタントマンとして出演               | 射殺される店員                           |                             |
| 2014 | Awesome Asian Bad Guys                                   | Al(2013)                             |                                          |                             |

## スタントマンとしての出演作品
※スタントマンとしてクレジットされているが顔が確認できないものを分類。
| 年   | 邦題 原題                                      | 備考 |
| ---- | ---------------------------------------------- | ---- |
| 1990 | ホワイ・ミー? Why Me?                          |      |
| 2002 | PLANET OF THE APES/猿の惑星 Planet of the Apes |      |

## テレビドラマ
| 年   | 邦題 原題                                        | 役名                         | エピソード                                                                   | 情報                                                                            | 備考        |
| ---- | ------------------------------------------------ | ---------------------------- | ---------------------------------------------------------------------------- | ------------------------------------------------------------------------------- | ----------- |
| 1983 | 特攻野郎Aチーム The A-Team                       | Thug At Boat                 | The Maltese Falcon (episode # 2.13)                                          | 1983-12-13                                                                      | 1983 - 1987 |
| 1983 | アメリカン・ヒーロー The Greatest American Hero  | Uncredited Extra             | Thirty Seconds Over Little Tokyo (episode # 39)                              | 1983-02-03                                                                      |             |
| 1983 | 探偵ハート&ハート Hart to Hart                   | Tai-Chi Man                  | Year of the Dog (episode # 5.10)                                             | 1983-12-13                                                                      |             |
| 1984 | ナイトライダー Knight Rider                      | 中華料理店の用心棒役         | シーズン3 #1 ナイトライダー５ 「強敵！赤い殺人カー（Knight of the Drones）」 |                                                                                 | 1982 - 1986 |
| 1985 | 冒険野郎マクガイバー MacGyver                    | Wayne H. Lim                 | Murderers' Sky (episode # 3.20)                                              | 1988-05-09                                                                      |             |
| 1985 | 特攻野郎Aチーム The A-Team                       | 拳法使いの暴漢               | シーズン4 #67「シカゴ戦争 ママコング大活躍（Lease with an Option to Die）」  | 1985-10-22                                                                      |             |
| 1985 | 特攻野郎Aチーム The A-Team                       | チョウ将軍の部下             | シーズン4 #71「迫る! 首狩り将軍の魔の手（Mind Games）」                      |                                                                                 |             |
| 1986 | リップタイド探偵24時 Riptide                     | Mr. Yeem                     | The Frankie Kahana Show (episode # 3.13)                                     | 1986-02-11                                                                      |             |
| 1986 | 反逆のヒーローレネゲイド Renegade                | "The Dragon", Yakuza Boss    | Samurai (Season 1 Episode 14)                                                |                                                                                 |             |
| 1986 | パトカーアダム30 T. J. Hooker                    | Nabutsu Hood #1 (uncredited) | Blood Sport (episode # 5.88)                                                 | 1986-05-21                                                                      |             |
| 1986 | ザ・シークレット・ハンター The Equalizer         | Unknown                      | China Rain (episode # 1.2)                                                   |                                                                                 |             |
| 1994 | 新 燃えよ!カンフー Kung Fu: The Legend Continues | Unknown                      | The Warlord                                                                  | スタント・コーディネーターも兼務                                                |             |
| 2002 | 24 -TWENTY FOUR- 24                              | ゲインズの部下ニール・チョイ | 7:00(8話) 8:00(9話) 11：00(12話) 12:00(13話)                                 | 2002-01-15（クレジットなし） 2002-01-22（クレジットなし） 2002-02-19 2002-02-26 | 2001 - 2014 |
| 2002 | ザット'70sショー That '70s Show                  | Kung-Fu Master /忍者戦士     | シーズン2 #22「波乱のデート（Jackie Moves On）」                             | 2000-04-03                                                                      | 1998 - 2000 |
| 2004 | デッドウッド 〜銃とSEXとワイルドタウン Deadwood  | 洗濯屋                       | シーズン1 #12「罪の下に（Sold Under Sin）」                                  | 2004-06-13                                                                      | 2004 - 2006 |

## ミュージック・ビデオ
- 2003： Poppin' Them Thangs by Gユニット